# Гюнівська сільська рада (Приморський район)
| Гюнівська сільська рада — колишній орган місцевого самоврядування у Приморському районі Запорізької області з адміністративним центром у с. Гюнівка. Історична дата утворення: 1862 рік. Водойми на території сільради: відсутні. Сільраді були підпорядковані населені пункти: - с. Гюнівка - с. Радолівка |

## Склад ради
Рада складалася з 16 депутатів та голови.
Партійний склад ради: Партія регіонів — 9, Партія промисловців і підприємців України — 2, Самовисування — 3, КПУ — 1, Соціалістична партія України — 1.

### Керівний склад ради
| ПІБ                           | Основні відомості                                                         | Дата обрання | Дата звільнення |
| ----------------------------- | ------------------------------------------------------------------------- | ------------ | --------------- |
| Намлієв Степан Дмитрович      | Сільський голова, 1952 року народження, освіта, безпартійний              | 26.03.2006   | 31.10.2010      |
| Намлієв Степан Дмитрович      | Сільський голова, 1952 року народження, освіта вища, безпартійний         | 31.10.2010   | 31.01.2012      |
| Завгородній Євген Миколайович | Сільський голова, 1988 року народження, освіта вища, член Партії регіонів | 27.05.2012   |                 |

Примітка: таблиця складена за даними джерела